# Кользат
81°14′ пн. ш. 65°10′ сх. д. / 81.233° пн. ш. 65.167° сх. д.
Кользат (рос. Кользат, англ. Kohlsaat) — мис на східному березі острова Греем-Белл, який належить до східної частини архіпелагу Земля Франца-Йосифа. На мисі знаходиться пташиний базар. Найвища точка мису — 108 м. За даними 1965 року, на мисі розташовувався маяк. На мисі Кользат знаходиться астрономічний пункт. Через близькість до Північного Льодовитого океану, море біля мису Кользат майже завжди вкрите паковими льодами.